# Гриднев, Вячеслав Васильевич
Вячесла́в Васи́льевич Гри́днев (28 сентября [9 октября] 1898 — 5 января 1991) — генерал-майор КГБ СССР, участник Гражданской, Великой Отечественной и советско-японской войн.

## Биография

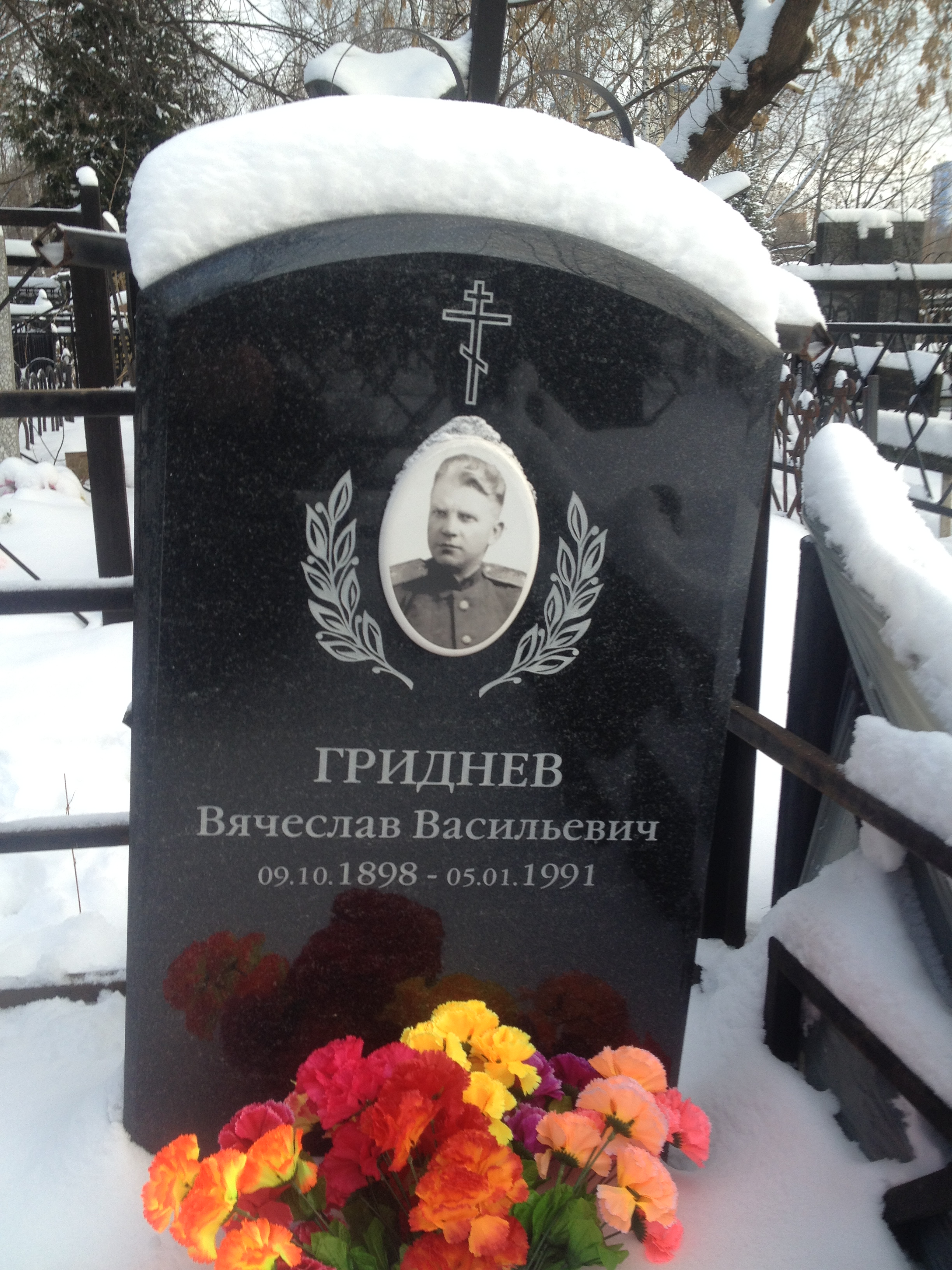
Могила Гриднева на Преображенском кладбище Москвы.

Вячеслав Васильевич Гриднев родился 28 сентября (9 октября) 1898 года в деревне Гридьково (ныне — Ступинский район Московской области). Окончил сельскую школу. С 1912 года работал подручным электромонтёра в Петрограде. В январе 1917 года Гриднев был призван на службу в царскую армию. После Октябрьской революции пошёл на службу в Рабоче-Крестьянскую Красную Армию. С сентября 1921 года служил в органах ВЧК—ОГПУ—НКВД—НКГБ—МГБ—КГБ СССР. Начинал службу уполномоченным секретной оперативной части Московской ЧК. Работал уполномоченным секретно-оперативной части Московской ЧК, участвовал в раскрытии анархистской террористической организации «Набат».
В 1924 году Гриднев окончил Высшую пограничную школу ОГПУ, после чего служил в Закавказском пограничном округе, участвовал в борьбе с националистическими формированиями и преступными группами, промышлявшими контрабандой. С октября 1932 года служил в Монгольской Народной Республике, участвовал в создании её пограничных войск. Кроме того, работал в резидентуре советской внешней разведки в Монголии, проводил разведывательные мероприятия в Маньчжурии. В апреле 1936 года Гриднев вернулся в СССР, возглавлял погранотряды на границе Азербайджанской ССР и Ирана. В августе 1939 года он был переведён на работу в Главное управление пограничных войск НКВД СССР.
После польского похода Красной Армии Гриднев работал начальником оперативной группы НКВД Белорусской ССР, позднее возглавлял Волковысский городской отдел НКВД СССР. В годы Великой Отечественной войны он служил в составе Войск Особой группы при НКВД СССР, предназначенных для формирования разведывательно-диверсионных отрядов с целью заброски в немецкий тыл, командовал Отдельной мотострелковой бригадой особого назначения НКВД СССР (сформированной в октябре 1941 года из Войск Особой группы при НКВД). С ноября 1943 года Гриднев вновь служил в Монголии в качестве советника Министерства внутренних дел республики. Продолжал занимать эту должность и во время советско-японской войны. 17 ноября 1944 года ему было присвоено звание генерал-майора.
В 1949 году Гриднев вернулся в СССР и возглавил отдел Комитета информации при Совете Министров СССР. В 1950—1960 годах возглавлял Высшую разведывательную школу МГБ—КГБ СССР. Выйдя в отставку, проживал в Москве. Умер 5 января 1991 года, похоронен на Преображенском кладбище Москвы.

## Награды
Был награждён орденами Ленина, Октябрьской Революции, тремя орденами Красного Знамени, двумя орденами Отечественной войны I степени, рядом медалей, тремя монгольскими орденами.